# Novembre 1957

## Évènements
- Affaire de l'Irian : la résolution de l’ONU invitant les Hollandais et les Indonésiens à reprendre les négociations sur le statut de l’Irian n’obtient pas la majorité des deux tiers.

- 2 novembre : J. B. Priestley publie un article dans le New Statesman, Britain and the Nuclear Bombs. La Campagne pour le désarmement nucléaire (Campaign for Nuclear Disarmament, CND) est lancée par les milieux pacifistes au Royaume-Uni, l’aile gauche du parti travailliste et un certain nombre d’intellectuels engagés, présidée par l’écrivain Bertrand Russell.

- 3 novembre : premier être vivant lancé dans l'espace : la chienne Laïka à bord du satellite Spoutnik 2.

- 6 novembre :
  - France : début du gouvernement Félix Gaillard jusqu'au 15 avril 1958. Après cinq semaines de crise, le gouvernement de Félix Gaillard obtient la confiance de l’Assemblée nationale.
  - Premier vol de l'autogire Fairey Rotodyne.

- 10 novembre : accident des rampes de Saint-Paul à La Réunion.

- 14 novembre : réunion des treize partis communistes à Moscou. Le communiqué final, que la délégation yougoslave refuse de signer, affirme l’unité de vues sur toutes les questions examinées et dénonce le révisionnisme, « plus menaçant que jamais ».

- 18 novembre[1] : gouvernement d'union nationale au Laos. Souvanna Phouma, premier ministre du Laos. Souphanouvong (communiste), ministre du Plan. Entre 1957 et 1961, les gouvernements de coalition se succèdent au Laos à un rythme rapide, et la lutte entre les trois factions ennemies (communiste, neutraliste, pro-américaine) s’intensifie.

- 19 novembre : le secrétaire général du Parti communiste tchécoslovaque Antonín Novotný, nommé président de la république tchécoslovaque, met fin à la libéralisation du régime.

- 20 novembre : le dirigeant palestinien Hajj Amin al-Husseini demande le rattachement de la Palestine à la future République arabe unie. Nasser refuse car il ne souhaite pas voir la création d’une autorité palestinienne dans le règlement de la question israélo-arabe.

- 30 novembre : un attentat vise Soekarno.

## Naissances
- 3 novembre : 
  - Marc Le Mené, photographe et artiste multimédia français.
  - Dolph Lundgren, acteur suédois.
- 6 novembre : Ciro Gomes, politicien brésilien.
- 9 novembre :  Mohammed Benhammou, universitaire marocain.
- 10 novembre : Joseph Vassal, médecin militaire français (° 5 août 1867).
- 12 novembre : Cécilia Attias, ex-épouse de Nicolas Sarkozy.
- 13 novembre : 
  - Stephen Baxter, écrivain britannique.
  - Greg Abbott, homme d'État et gouverneur du Texas depuis 2015.
- 15 novembre : Joey Miyashima, acteur américain d'origine japonaise.
- 16 novembre : Jacques Gamblin, acteur français.
- 20 novembre : Stefan Bellof, pilote automobile allemand de Formule 1 et d'endurance.
- 22 novembre : Glen Clark, premier ministre de la Colombie-Britannique.
- 22 novembre : Franco Lovignana, évêque valdôtain.
- 27 novembre : Caroline Kennedy, fille du président américain John Fitzgerald Kennedy et de Jacqueline Kennedy-Onassis et sœur de John Fitzgerald Kennedy Jr..
- 29 novembre : Janet Napolitano, personnalité politique américaine.
- 30 novembre : 
  - Margaret Spellings, femme politique américaine, Secrétaire à l'éducation aux États-Unis.
  - Djibrill Bassolé, homme politique burkinabé.

## Décès
- 21 novembre : Francis Burton Harrison, homme politique américain (° 1873)
- 25 novembre : Diego Rivera, peintre mexicain.